# Píla (district de Pezinok)
Píla (en allemand : Sägemühl ) est une commune du district de Pezinok, dans la région de Bratislava, en Slovaquie.

## Histoire
La première mention écrite du village date de 1602.

## Démographie

### Évolution de la population
| Année:               | 1994. | 2004.    | 2014.    | 2024.    |
| -------------------- | ----- | -------- | -------- | -------- |
| Nombre de personnes: | 233   | 278      | 323      | 371      |
| Différence:          |       | +19,31 % | +16,18 % | +14,86 % |

| Année:               | 2023. | 2024.   |
| -------------------- | ----- | ------- |
| Nombre de personnes: | 367   | 371     |
| Différence:          |       | +1,08 % |